# Thria fugitiva
Thria fugitiva är en fjärilsart som beskrevs av Walker 1858. Thria fugitiva ingår i släktet Thria och familjen nattflyn. Inga underarter finns listade i Catalogue of Life.